# Origins of the Fifth Amendment
Origins of the Fifth Amendment: The Right against Self-Incrimination (en français : Les Origines du Cinquième Amendement: Le Droit contre l'auto-incrimination) est un ouvrage de l'historien américain Leonard W. Levy publié par les éditions Oxford University Press en 1968. Ce livre a valu à son auteur le prix Pulitzer d'histoire en 1969. 

## Histoire
Ce livre est publié à la suite de la recommandation de 1966 de la Cour suprême des États-Unis concernant l'affaire Miranda v. Arizona. Dans l'affaire concernant Ernesto Miranda, son avocat a invoqué le cinquième amendement qui dispose notamment que nul ne peut être forcé à témoigner contre lui-même (« No person [...] shall be compelled in any criminal case to be a witness against himself»). La personne doit ainsi être légalement avertie de son droit à rester silencieuse, à consulter un avocat, à être interrogé en présence de son avocat, et de la possibilité d'obtenir une aide juridique gratuite si ses moyens financiers le rendent nécessaire. 

## Éditions
- Origins of the Fifth Amendment, New York, Oxford University Press, 1968.